# Diplospora fasciculiflora
Diplospora fasciculiflora là một loài thực vật có hoa trong họ Thiến thảo. Loài này được (Elmer) Elmer mô tả khoa học đầu tiên năm 1911.